# Ergosterol
L'ergosterol (ergosta-5,7,22-trien-3β-ol), un esterol, és un precursor biològic (una provitamina) de la vitamina D₂ i un important component de la membrana cel·lular d'alguns fongs i protists.

## Introducció
En els fongs, fa la funció que fa el colesterol als animals.
Es converteix en viosterol per la llum ultraviolada i després passa a ser ergocalciferol, que és una forma de la vitamina D.
L'ergosterol està present en les membranes cel·lulars d'alguns protists com el tripanosoma. L'ergosterol és justament diana d'alguns antifúngics contra la malaltia de la son africana.
S'ha descobert una possible propietat antitumoral en l'ergosterol.
La pols d'ergosterol irrita la pell, els ulls i el tracte respiratori. La ingestió de grans quantitats pot causar hipercalcèmia, que si es perllonga pot dipositar sals de calci al ronyó i altes teixits.
| Propietats físiques | Propietats físiques                                                      |
| ------------------- | ------------------------------------------------------------------------ |
| Aparença            | Pols cristal·lina blanca                                                 |
| Densitat            | 1,04 g/cm³ a 20 °C                                                       |
| Pes molecular       | 396.65                                                                   |
| Punt d'ebullició    | 250 °C a 0,01 mmHg                                                       |
| Punt de fusió       | 170 °C                                                                   |
| Índex de refracció  | n20D 1.54                                                                |
| Activitat òptica    | α20/D -122.9º±10º, c = 1 en cloroform; α20/D -112.5º±12.5º, c = 1 en THF |

## Estructura i característiques
És un fitoesterol (posar enllaç a pàgina a la paraula) compost d'un ergostà amb dobles enllaços a les posicions 5,6-, 7,8- i 22,23-, així com un grup 3β-hidroxi. Els tres dobles enllaços de l'ergosterol no es troben a altres molècules semblants com el colesterol o el sitosterol. Pel que fa a les càrregues, la càrrega neta és 0, però té un hidrogen acceptor de càrregues i un donador. A més, l'estabilitat de la molècula es veu afectada tant per la llum (radiació UV) com per l'aire i canvia el seu color (de blanc a groc).

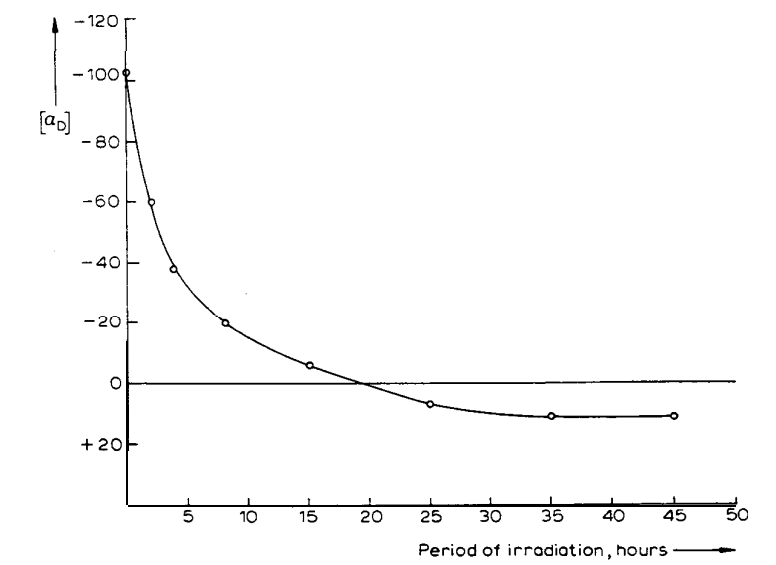
Irradiació d'ergosterol en una solució de benzina 0.35% Imatge extreta de: Constitution of sterols and their connection with other substances occuring in nature, Nobel Lecture, Adolf Windaus

Hi ha molts noms utilitzats com a sinònims de l'ergosterol: provitamina D2, ergosterin, delta-5,7,22-ergostarien-3beta-ol o ergosta-5:6,7:8,22:23-trien-3-ol.
L'ergosterol té una aparença blanca quan es troba sòlid en pols cristal·lina. La seva solubilitat en aigua és molt baixa (<1mg/ml a 25 °C), ja que és un lípid, però en altres dissolvents orgànics com el cloroform és de 50mg/ml. És poc soluble en etanol, èter etílic i èter de petroli; per contra, és soluble en benzè i cloroform.

### Ergosterol irradiat
Quan s'irradia la molècula d'ergosterol, hi ha una sèrie de canvis químics que fan que s'activi. Una de les característiques d'aquest canvi és que augmenta la seva solubilitat, encara que conserva el seu caràcter insoluble. A més, a mesura que s'irradia canvia la reva rotació: de L-rotació a D-rotació, tal com es mostra a la figura.

## Paper en els fongs
L'ergosterol és un esterol que es troba a molts tipus de fongs. Rep el nom dels membres del gènere de fungi Claviceps (de nom comú ergot) dels quals es va aïllar l'ergosterol per primera vegada. Es tracta d'un component de les membranes cel·lulars dels fongs, on fa moltes de les mateixes funcions que el colesterol té en cèl·lules animals. La seva especificitat en fongs superiors es creu que està relacionada amb les inestabilitats climàtiques (condicions d'humitat i condensació molt diferents) trobades per aquests organismes en els seus nínxols ecològics típics (superfície de les plantes i animals, sòl, etc.). Per tant, tot i els requeriments d'energia addicionals de la síntesi d'ergosterol (si es compara amb el colesterol), es creu que l'ergosterol ha evolucionat com una alternativa fúngica gairebé omnipresent i que evolutivament és avantatjós respecte colesterol.

### La biosíntesi de l'ergosterol en fongs i la seva inhibició mitjançant medicaments antifúngics
La ruta de biosíntesi de l'ergosterol és imprescindible per a la constitució de la major part de les membranes plasmàtiques dels fongs. Aquesta ruta és només parcialment específica en fongs, ja que, tot i que les membranes de la resta d'organismes estan formades per altres tipus d'esterols, moltes de les reaccions produïdes al començament d'aquesta gran ruta són comunes en la formació de la majoria d'esterols de membrana. També cal precisar que no totes les espècies fungi disposen d'ergosterol a la seva membrana, com per exemple l'espècie Pneumocystis carinii, de manera que la ruta no és universal per a totes les espècies de fongs. L'estudi d'aquesta ruta s'ha fet sobretot a partir del llevat anomenat Saccharomyces cerevisiae, i s'ha observat que algunes parts d'aquesta ruta eren essencials per a la viabilitat de la cèl·lula, pel que la investigació d'aquesta ruta metabòlica va esdevenir un objectiu important pel desenvolupament de medicaments antifúngics. Aquesta gran ruta comença amb un metabòlit central molt conegut, l'acetil_CoA, i inclou diverses subrutes.

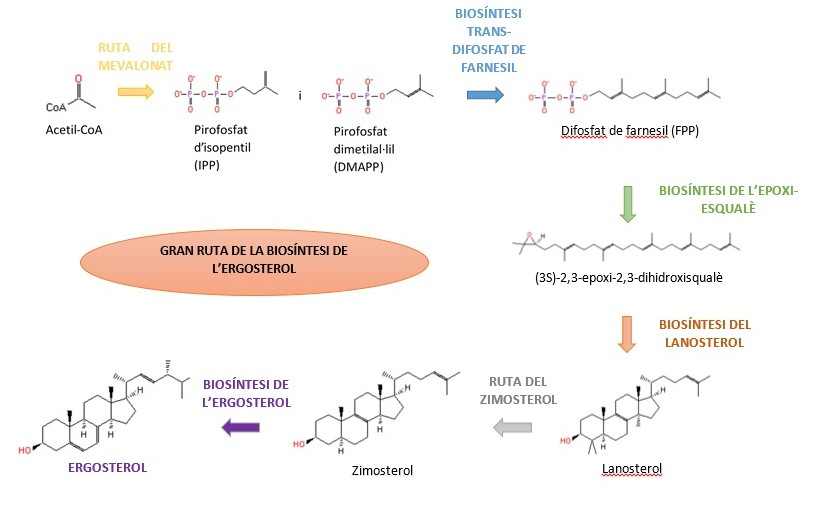
Subrutes de la biosíntesi de l'ergosterol en fongs

La primera que té lloc és la ruta del mevalonat, en la qual es transforma l'Acetil_CoA en pirofosfat d'isopentil (IPP) (mitjançant la condensació de tres molècules d'Acetil_CoA), el qual posteriorment serà parcialment isomeritzat per donar lloc a pirofosfat de dimetilal·lil (DMAPP). La següent subruta és la biosíntesi del trans-difosfat de farnesil, on té lloc la conversió dels dos isòmers finals de la ruta del mevalonat a difosfat de farnesil (FPP). Aquest difosfat de farnesil (FPP) es forma a partir de la condensació de dues molècules de pirofosfat d'isopentil (IPP) amb el pirofosfat de dimetilal·lil (DMAPP). Tot seguit es produeix la ruta de la biosíntesi de l'epoxi-esqualè, en la qual l'enzim esqualè sintetasa uneix i redueix parells de molècules del difosfat de farnesil (FPP), format a l'anterior ruta, per donar lloc a esqualè. Aquest últim pot ser transportat a diferents teixits del cos o ser epoxidat per l'enzim esqualè monooxigenasa i transformar-se en (3S)-2,3-epoxi-2,3-dihidroxiesqualè, la funció del qual és, en fongs i animals, fer de substrat per a l'enzim lanosterol sintasa i deixar pas a l'inici de la següent subruta: la biosíntesi del lanosterol. Es tracta d'una ruta curta (només una reacció catalitzada per una única proteïna) però molt complexa i important, ja que dona lloca al lanosterol: un triterpenoide tetracíclic del qual deriven tots els esterols. La ruta que es produeix a continuació és l'última comuna en animals i fongs per la formació dels esterols de membrana, i s'anomena ruta del zimosterol. Es tracta d'una ruta llarga on intervenen diverses proteïnes que permetran la conversió del lanosterol en zimosterol. Aquest zimosterol serà l'últim metabòlit intermedi comú en la biosíntesi d'ergosterol i colesterol.
Finalment, doncs, passa a tenir lloc la subruta, exclusiva en fongs, que pròpiament portarà a la biosíntesi de l'ergosterol i que s'anomena precisament d'aquesta manera. Consisteix en cinc reaccions enzimàtiques catalitzades per 5 enzims diferents que donaran lloc a 4 metabòlits intermedis (fecosterol, episterol, 5,7,24(28)-ergostatrienol i 5-7-22-24(28)-ergostatetraenol i un producte final: l'ergosterol.
Ja que l'ergosterol està present a les membranes cel·lulars dels fongs i absent a les dels animals, és un via útil per a la creació de fàrmacs antimicòtics. Aquests medicaments poden actuar mitjançant dos mecanismes: unint-se físicament a l'ergosterol o inhibint-ne la síntesi. Aquest tipus de medicaments es fan servir per al tractament de malalties com ara la tripanosi humana africana (coneguda com a malaltia del son).
L'amfotercina B, un fàrmac antifúngic, es dirigeix a l'ergosterol i s'uneix físicament a aquest dins de la membrana, creant així un porus polar en les membranes fúngiques. Això provoca que ions (sobretot potassi i protons) i altres molècules es filtrin, produint la mort cel·lular. L'amfotercina B ha estat reemplaçada per altres agents més segurs, però encara s'utilitza, malgrat els seus efectes secundaris, per al tractament d'infeccions fúngiques o per protozous que posin en perill la vida.
Els azoles impedeixen la biosíntesi d'ergosterol mitjançant la inhibició de l'enzim lanosterol 14α-desmetilasa i són un tipus molt aplicat d'agents antifúngics, per la seva àmplia finestra terapèutica, el seu ampli espectre d'activitat i la seva baixa toxicitat. Per desgràcia, tot i que els azoles són majoritàriament fungistàtics, està sorgint una resistència al fluconazole en diversos fongs patògens. Un dels inconvenients que presenten en els fàrmacs és que són fungistàtics en lloc de fungicides. Aquesta característica probablement contribueix al desenvolupament de la resistència que s'ha observat en casos clínics aïllats de pacients immunocompromessos. A les cèl·lules se'ls permet persistir i la funció immune no és suficient per eliminar les cèl·lules fúngiques residuals, s'estableix una selecció positiva per als mutants resistents als fàrmacs. Un medicament fungicida amb baixa toxicitat seria el tractament ideal per a aquests pacients, però aquest tipus de tractament no existeix.
El miconazole, l'itraconazole i el clotrimazole són altres fàrmacs antifúngics que actuen inhibint la síntesi de l'ergosterol a partir del lanosterol. L'ergosterol és una molècula més petita que el lanosterol; se sintetitza mitjançant la combinació de dues molècules de pirofosfat de farnesil, un terpenoid amb cadena de 15 carbonis, convertint-lo en lanosterol, que en té 30. A continuació, s'eliminen dos grups metil, fent l'ergosterol. El tipus d'azol dels agents antifúngics inhibeix l'enzim que porta a terme la desmetilació en la ruta biosintètica entre el lanosterol i l'ergosterol.
En comparació a les infeccions bacterianes, el nombre de medicaments disponibles per les malalties fúngiques és molt petit. La majoria de les teràpies usades es dirigeixen a la biosíntesi de l'ergosterol o al seu producte final. El fluconazole, un azol que actua sobre l'enzim essencial Erg11, lanosterol 14α-desmetilasa, en la ruta metabòlica de l'ergosterol, és el medicament més usat. Per aquelles espècies de fongs resistents, es combina aquest fluconazole amb amfotericina B, comentada anteriorment. Aquest tractament combinat és molt efectiu contra Candida albicans, però les espècies Candida resistents cada cop són més comunes i requereixen el desenvolupament de nous tractaments, ja que les infeccions causades per les espècies Candida són les més comunes causades per fongs. S'ha descobert que la proteïna calcineurina fosfatasa confereix resistència a l'estrès patit per la membrana cel·lular a causa de l'activitat dels azoles. Per això, s'ha arribat a la conclusió que una manera de potenciar l'activitat fungicida dels azoles és mitjançant inhibidors de la calcineurina ciclosporina A (CsA) i tacrolimús. Aquests inhibidors són sinèrgics amb els azoles, i, de fet, s'ha observat que les soques mutants que no tenen la calcineurina són hipersensibles als azoles. Amb això s'estableix que els medicaments dirigits a altres enzims en la ruta biosintètica de l'ergosterol (com ara la terbinafina i el fenpropimorf) també mostren una activitat antifúngica sinèrgica contra les mostres tipus salvatge.

La proteïna d'unió de FK506 (anomenada FKBP12) és necessària per al sinergisme de FK506 amb els inhibidors de la biosíntesi d'ergosterol i, per tant, una mutació en la calcineurina que confereixi resistència a FK506 suprimirà el sinergisme dels medicaments. A més a més, existeixen evidències que es produeix una sinèrgia entre l'anàleg no-immunosupressiu de la FK506 (L-685.818) i el fenpropimorf o la terbinafina en contra de tipus salvatge C. albicans. Aquestes combinacions de fàrmacs també exerceixen efectes sinèrgics contra dues espècies de Candida: C. glabrata i C. krusei, que són conegudes per la seva capacitat d'adquirir resistència ràpidament als azoles. 

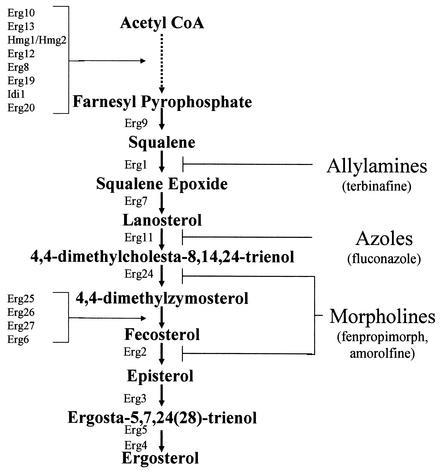
Model lineal de la biosíntesi d'ergosterol

Es conclou, doncs, que existeixen estudis que demostren que l'activitat antifúngica d'agents no-azòlics sobre la biosíntesi de l'ergosterol es pot millorar mitjançant la inhibició de la senyalització de la calcineurina, de manera que augmenta la capacitat antifúngica i s'aconsegueix una alternativa davant la resistència que aquests organismes aconsegueixen als medicaments.

#### Aplicacions dels inhibidors
El fenpropimorf és una morfolina que es dirigeix a dos enzims en la ruta biosintètica de l'ergosterol, l'esterol C8-C7 isomerasa (Erg2) i l'esterol reductasa (Erg24), i s'utilitza com un fungicida en l'agricultura. El fenpropimorf, igual que moltes altres morfolines, apunta principalment Erg2 però s'ha demostrat que inhibeix Erg24 així a concentracions més elevades. Amorolfina és actualment l'únic morfolina en ús clínic i només està disponible en formes tòpiques, principalment per al tractament de l'onicomicosi. Resultats recents han indicat que Erg24 és necessària per a la virulència de C. albicans en un model murí d'infecció. No obstant això, fins ara, no hi ha medicaments de la classe morfolina s'han desenvolupat per al tractament oral en els éssers humans.

## Les algues verdes i l'ergosterol
L'ergosterol és l'esterol més abundant en els cloròfits o algues verdes. L'estudi de l'espècie d'alga verda unicel·lular Chlamydomonas reinhardtii ha determinat que el 55% del total d'esterols trobats en analitzar les cèl·lules senceres o els flagels corresponien a ergosterol. La seva funció, igual que en els fongs, és la de regular la flexibilitat i fluïdesa de la membrana plasmàtica.
També a partir de l'estudi de l'espècie anterior, s'ha determinat que la ruta metabòlica que segueixen les algues verdes en la biosíntesi de l'ergosterol és diferent de la que segueixen els fongs. Les rutes són les mateixes que en els fongs fins un cop acabada la biosíntesi de l'epoxi-esqualè: el metabòlit (3S)-2,3-epoxi-2,3-dihidroxiesqualè no es transforma en lanosterol sinó en cicloartenol, el qual passa a ser el precursor directe de l'ergosterol.

## Paper en els medicaments antiprotozoaris
L'ergosterol també està present a les membranes cel·lulars d'alguns protistes, com ara els tripanosomes. Els protozous, incloent Trichomonas i Leishmania, són inhibits pels medicaments que es dirigeixen a la síntesi i funció de l'ergosterol.

## L'ergosterol com un precursor de la vitamina D2
L'ergosterol és un precursor de la vitamina D2 biològica, el nom químic del qual és ergocalciferol. L'exposició a la llum ultraviolada provoca una reacció fotoquímica que converteix l'ergosterol a ergocalciferol, així com el bombardeig amb electrons.

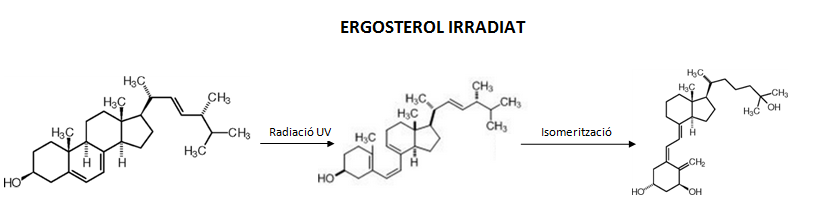
Ergosterol irradiat

Això passa de manera natural, en certa manera, i molts bolets són irradiats després de la collita per augmentar el seu contingut de vitamina D. Els fongs també es cultiven industrialment de manera que es pot extreure ergosterol i es converteix en vitamina D per a la venda com un suplement dietètic i additiu alimentari.
Les preparacions d'ergosterol irradiat que contenen una barreja de previtamina i vitamina D van ser anomenades viosterol en la dècada de 1930.

### Ergosterol, vitamina D i raquitisme i osteomalàcia
La falta de vitamina D és causant de la malaltia coneguda com a raquitisme en nens i osteomalàcia en els adults. Pel tractament d'aquesta malaltia es recomana consumir oli de fetge de peix, així com llargues exposicions a la llum solar. Se sap que la radiació amb llum ultraviolada és un remei per aquesta malaltia, i que no és necessari irradiar l'organisme sencer, sinó que n'hi ha prou amb irradiar aquell menjar que el malalt hagi de consumir. S'ha establert que la substància que s'activa en aquest procés de radiació es troba a les parts insaponificables i que, de fet, és idèntica als esterols.
En un principi es creia que tots els esterols (d'animals, vegetals i fongs) podien ser activats mitjançant la llum ultraviolada, però finalment s'ha demostrat que el colesterol i el sitosterol contenen rastres d'una barreja que permet aquesta activació. Aquesta barreja és, precisament, idèntica a l'ergosterol dels fongs: manifesta la mateixa absorció de l'espectre i té exactament el mateix comportament fisiològic.
L'efecte biològic de l'ergosterol és sorprenent: després de ser irradiat és més de 100.000 vegades més efectiu que l'oli de fetge de peix en el tractament del raquitisme. Estudis demostren que una dosi amb 1/20.000 mg al dia d'ergosterol irradiat protegeix a les rates del raquitisme. Així, l'ergosterol irradiat del llevat es va convertir en la major font de vitamina D pel tractament contra el raquitisme de la campanya de salut pública que es va fer a la dècada de 1930 per erradicar aquesta malaltia.

### Altres usos terapèutics de la vitamina D i l'ergosterol
Els nivells molt alts de vitamina D són utilitzats per tractar l'hipoparatiroidisme matern durant l'embaràs. Amb un nivell elevat de vitamina D s'aconsegueix mantenir el calci als seus nivells normals i, per tant, millorar la salut dels nadons.
L'ergosterol, com s'ha indicat anteriorment, és un esterol 5,7-diè, que se sintetitza per fongs i fitoplàncton, entre d'altres. Té una funció important com a esterol en la membrana dels fongs, i pot servir com a precursor per a la síntesi de la vitamina D2. L'ergosterol pot actuar com a antioxidant en la membrana i com un modificador de l'efecte de colesterol en la progressió del cicle cel·lular humà.
Altres efectes que s'han descrit són els efectes antitumorals, tant en cultiu cel·lular com in vivo (en rates). A més, les propietats anticancerogèniques i antimutagènniques de la vitamina D2 (ergocalciferol) són ben reconegudes i, a causa de la seva menor toxicitat (efecte hipercalcèmic mínim), les formes hidroxilades de la vitamina D2 són considerades com a fàrmacs potencials per al tractament de pacients amb càncer, incloent aquells amb melanoma.

## Metabolisme de l'ergosterol
Pel que fa al metabolisme de l'ergosterol, una de les vies que s'ha investigat consisteix en el seu metabolisme per mitjà de l'enzim citocrom P450scc, que el converteix en un metabòlit actiu anomenat 17α, 24-dihidroxiergosterol.
El Citocrom P450 side chain cleavage (P450scc) o d'escissió de la cadena lateral, és un enzim mitocondrial, la funció principal del qual és la conversió de colesterol a pregnenolona. Hi ha un únic lloc actiu en el citocrom on es produeixen les hidroxilacions successives de la cadena lateral del colesterol en les posicions 22 i 20, seguit de l'escissió de la cadena lateral per produir pregnenolona i aldehid isocapoic. A part de ser un precursor del colesterol, el 7-dehidrocolesterol és també un precursor de la vitamina D3 mitjançant la llum ultraviolada i el reordenament intramolecular depenent de la temperatura .
L'ergosterol es diferencia del 7-dehidrocolesterol en què la seva cadena lateral té un grup C24-metil i C22-C23 doble enllaç. El P450scc s'havia utilitzat amb anterioritat per escindir la cadena lateral d'altres esterols vegetals, incloent el campesterol, que també té un grup C24-metil. A causa que el 7-dehidrocolesterol també serveix com un substrat per P450scc i té un sistema d'anells idèntics al de l'ergosterol, es va provar si el citocrom P450scc podia metabolitzar ergosterol.
La incubació de P450scc (tant humana com bovina) amb ergosterol en un sistema reconstituït va donar lloc a un producte principal i un producte de menor importància que es va observar en l'anàlisi per TLC. Tots dos productes eren absents en les incubacions de control, on es va ometre el P450scc. Els productes, tenien espectres d'absorbància UV idèntics al de l'ergosterol. Es va observar una petita taca corresponent a pregnenolona en la mostra de prova per P450scc bovina. Això es produeix a partir d'una petita quantitat de colesterol, que copurifica amb el P450scc extret de les glàndules suprarenals. Un espectre de masses per impacte d'electrons del producte principal el va identificar com dihidroxiergosterol. Es va mostrar l'ió molecular a m / z = 428, amb fragments d'ions a m / z = 410 (428, H2O) i m / z = 395 (410, CH3). En comparació, l'ergosterol té m / z = 396. Aquests resultats mostren que la principal acció de P450scc en l'ergosterol és afegir dos grups hidroxil. El producte menor es va identificar com hidroxiergosterol.
En l'experiment, el metabolisme de l'ergosterol pel citocrom P450scc es pot demostrar, ja sigui en un sistema reconstituït o per mitjà de mitocòndries suprarenals aïllades. El producte de reacció més important s'identifica com 17α, 24-dihidroxiergosterol. Un cop es purifica amb P450scc també genera hidroxiergosterol com a producte menor, que és probablement un compost intermedi en la síntesi del producte principal. En realitzar un contrast amb tocolesterol i 7-dehidrocolesterol, no s'observa l'escissió de la cadena lateral de l'ergosterol. L'anàlisi de RMN va localitzar clarament un grup hidroxil al C24, amb evidència que el segon grup hidroxil està situat en el C17.
El 17α, 24-dihidroxiergosterol va inhibir la proliferació cel·lular dels queratinòcits HaCaT i de les cèl·lules de melanoma. Per tant, en comparació amb el colesterol i 7-dehidrocolesterol, el grup 24-metil i el doble enllaç C22-C23 de l'ergosterol impedeixen l'escissió de la cadena lateral mitjançant P450scc i canvien l'activitat hidroxilasa de l'enzim a partir de C22 i C20, a C24 i C17, generant un producte bioactiu.

## Toxicitat
L'ergosterol és un irritant de la pell, ulls i vies respiratòries. La ingesta de grans quantitats pot provocar hipercalcèmia, la qual (si es perllonga) pot provocar la creació de sals de calci als teixits tous i, en particular, als ronyons. Aquesta hipercalcèmia ve provocada per l'excés de vitamina D, de la qual l'ergosterol és precursor. La vitamina D s'excreta per la llet materna en petites quantitats però, si els nivells són massa alts, la ingestió prolongada d'un lactant pot provocar en ell hipercalcèmia.
Per contra, una deficiència d'ergosterol (i, per tant, de vitamina D), comporta una absorció inadequada de calci i fòsfor. Com a conseqüència, el nivell de calci al plasma augmenta i això simula la secreció de l'hormona paratiroidea i, finalment, pot desenvolupar, entre d'altres, raquitisme i problemes als ossos.

## Mètodes de laboratori
L'estimació de la quantitat d'ergosterol d'una mostra es realitza mitjançant la racionalització del comportament cromatogràfic de la vitamina D2 i D3 en l'absorció HPLC (Cromatografia líquida d'alta resolució). Es deriva de la consideració de la planaritat relativa de les molècules i conformacions estereoquímiques adoptades en solució.
Els passos que se segueixen en aquest procés són: 
1. Es barreja la mostra amb metanol.
2. Se saponifica amb un àlcali fort.
3. S'extreu amb èter de petroli.
4. Es fracciona per cromatografía de líquids HPLC.
5. Es detecta per absorció infrarroja a 282 nm.

Altres mètodes analítics de laboratori són:
- Determinació simultània de 8 isòmers de vitamines D2 mitjançant l'espectroscòpia de ressonància magnètica de protons.
- Anàlisi espectrofotomètric de mescles multicomponents de 3,5-dinitrobenzoats en la producció de la vitamina D2.
- Mètode EPA-OW/OST. Cromatografia de gasos d'alta resolució combinada amb espectrometria de masses d'alta resolució. Té com a límit de detecció 20 nanograms d'ergosterol per litre.